# Walter Neves
Walter Alves Neves (Três Pontas, 17 de outubro de 1957) é  um biólogo, arqueólogo, e antropólogo evolutivo brasileiro, professor aposentado do Departamento de Genética e Biologia Evolutiva do Instituto de Biociências da Universidade de São Paulo. Foi responsável pelo estudo de Luzia, o esqueleto humano mais antigo do continente americano que foi descoberto pela arqueóloga francesa Laming-Emperaire durante a década de 1970, e pela inscrição rupestre mais antiga do continente americano, falocêntrica.

## Biografia
Neves nasceu em Três Pontas, Minas Gerais, sendo o segundo filho de um pai pedreiro e mãe vendedora, e mudaram-se para São Bernardo do Campo em 1970. Seu primeiro trabalho foi como ajudante-geral na fábrica de Malas Primicia, e depois na fábrica de turbinas de avião da Rolls-Royce, em São Bernardo, onde ficou por dez anos. É homossexual assumido desde os anos 80 e foi casado com o publicitário Wagner Fernandes.
É graduado em Ciências Biológicas pela USP, formando-se em (1981), concluiu o pré-doutorado (não existia doutorado sanduíche - programa de bolsas de estudo da Capes é chamado Programa de Doutorado Sanduíche) nas Universidades de Stanford e Berkeley em (1982), doutorado em Ciências Biológicas pela USP em (1984), pós-doutoramentos pelo Center for American Archeology, Universidade de Illinois, em (1985) e pelo Departamento de Antropologia da USP (1991-92), Livre Docência em Evolução Humana pelo departamento de Genética e Biologia Evolutiva da USP (2000). Durante o pré-doutoramento foi supervisionado pelo Prof. Cavalli-Sforza que estuda a evolução humana a partir de marcadores moleculares. Neves trabalhou com marcadores craniométricos durante seis meses sob a supervisão do Prof. Cavalli-Sforza.
É professor titular (2008 - 2017), associado (2000 - 2008) e doutor (1992 - 2000) do departamento de genética e biologia evolutiva da USP, onde fundou e coordena o Laboratório de Estudos Evolutivos Humanos, único do gênero da América Latina. Tem produção científica desde 1980 e orientação a graduandos e pós-graduandos nas áreas de antropologia ecológica, antropologia biológica, arqueologia pré-histórica, ecologia humana e psicologia evolutiva durante seus vínculos com a USP e com o Museu Goeldi no Pará (1988 - 1992). Ministra duas disciplinas no Instituto de Biociências da USP, implicações biológico-evolutivas do comportamento humano (para a pós-graduação) e biologia evolutiva (para a graduação).[carece de fontes?]
Seu modelo de dois componentes biológicos principais é frequentemente adotado para o entendimento da origem e dispersão dos humanos anatomicamente modernos no continente americano. Outras contribuições expressivas foram no estudo das populações amazônicas, onde foi responsável por diversas pesquisas relacionadas a dieta e saúde de populações ribeirinhas junto com o Prof. Rui Murrieta (IB-USP), seu orientando na época.[carece de fontes?]
Interessa-se especialmente pela investigação da origem do homem na América, dedicando-se também à divulgação científica, promovendo e realizando palestras, exposições museográficas e artigos, sendo o coordenador da exposição permanente "Do macaco ao homem" no Museu Catavento (2014 - ). Desde 2013 é responsável pelo projeto "Evolução biocultural hominínia no Vale do rio Zarqa, Jordânia: uma abordagem paleoantropológica", na Jordânia, buscando estudar os registros dos primeiros humanos que deixaram a África em direção à Ásia.
Foi homenageado em sessão especial no 83rd Annual Meeting of the American Association of Physical Anthropologists (2014) com discursos da Profa. Jane Buikstra (Universidade do Estado do Arizona) e Profa. Darna Dufour (Universidade de Colorado - Boulder). Também foi homenageado pelo seu pupilo acadêmico, Prof. Mark Hubbe, na revista PaleoAmericam (2015).
Em entrevista para a revista Piauí, falou que havia se aposentado devido a ter sido diagnosticado com a síndrome de burnout.
Em 2018 candidatou-se a deputado federal por São Paulo, pelo Partido Pátria Livre (PPL), representando os Cientistas Engajados, ao lado de Mariana Moura, como deputada estadual, pelo mesmo partido e recebeu 0,05% dos votos.

## Luzia
Walter Neves não foi o descobridor do fóssil de Luzia, mas foi quem teve acesso ao crânio, que estava no Museu Nacional do Rio de Janeiro, e que elaborou estudos mais pormenorizados da peça. Foi ele quem batizou o achado arqueológico de Luzia, antes chamado apenas de esqueleto da Lapa Vermelha IV, em referência ao sítio arqueológico onde foi encontrado, escavado pela missão franco-brasileira, coordenada por Annette Emperaire.

## Polêmica sobre ocupação humana no Brasil
Neves travou uma discussão acadêmica com a arqueóloga Niéde Guidon ao longo das últimas décadas, a respeito da datação da chegada do homem na América. Enquanto ele defende a chegada entre 20 mil e 12 mil anos atrás, Guidon defende a teoria de que o homem pode ter chegado por volta de 70 ou 80 mil anos atrás, por conta de restos de fogueira e de peças de pedra encontrados no sítio arqueológico Boqueirão da Pedra Furada, no Piauí, em 1978. A teoria de Guidon sofreu ampla rejeição de cientistas dos Estados Unidos, e também de Neves. Em 1990 o arqueólogo americano Tom Dillehay, da Universidade do Kentucky, viu os instrumentos e reconheceu que alguns deles pareciam feitos por seres humanos. Em 2006, dois cientistas, Eric Boeda, da Universidade de Paris, e Emílio Fogaça, da Universidade Católica de Goiás, divulgaram os resultados de suas análises, e concluíram que as peças de pedra realmente foram feitas pela ação do homem, com datas entre 33 mil e 58 mil anos de idade. Após a divulgação dos resultados, Neves disse: "Do meu ponto de vista, esta é uma evidência incontestável de que os artefatos foram feitos por humanos",(...) "Ela merece esses louros". Em 2012 Neves disse que, após ter acesso ao material lítico que a própria Niéde colocou à disposição, acredita 99,9% de que ela esteja correta, mas ainda assim não totalmente convencido.

## Áreas de dedicação
- Antropologia biológica
- Antropologia ecológica
- Arqueologia de caçadores-coletores
- Evolução humana
- Especiação

## Publicações científicas
Livro
- “Antropologia Ecológica. Um Olhar Materialista Sobre As Sociedades Humanas”, São Paulo (SP): Cortez, 1996, v.1. p.86.

Artigos mais importantes
- “O modelo dos dois componentes biológicos principais: sua inserção nos eventos expansionistas do final do pleistoceno e suas implicações para a origem do Homo sapiens” in O Carste. Belo Horizonte (MG): , v.14, n.1, p.42 - 49, 2002.
- “Fuegian cranial morphology: the Haush” in Ciência e Cultura. São Paulo (SP): , v.53, n.2, p.69 - 71, 2001
- “The Buhl burial” in American Antiquity. Estados Unidos: , v.65, n.-, p.191 - 193, 2000.